# Gerlinde Locker
Gerlinde Locker (* 28. April 1938 in Linz) ist eine österreichische Bühnen-, Film- und Fernsehschauspielerin.

## Werdegang
Die Tochter eines promovierten Chemikers und einer Apothekerin brach das Gymnasium nach der vierten Klasse ab und absolvierte an einer Kunstgewerbeschule eine dreijährige Ausbildung als Handweberin. In dieser Zeit besuchte sie zusätzlich vier Jahre lang die Schauspielschule am Bruckner-Konservatorium in Linz.
Mit 18 Jahren bestand sie 1956 die Schauspielprüfung am Salzburger Mozarteum und erhielt ein Jahr später 1957 ihr erstes Engagement am Linzer Landestheater. Auch während ihrer späteren Filmkarriere blieb sie der Bühne treu. Ab 1958 spielte sie am Theater in der Josefstadt in Wien, am Renaissance-Theater Berlin, am Hamburger Thalia-Theater und an Komödienspielorten in München, Frankfurt, Stuttgart und Berlin. 1968 und 1969 hatte sie bei den Salzburger Festspielen Gastauftritte an der Seite von O. W. Fischer u. a. in Hugo von Hofmannsthals Lustspiel Der Schwierige.
Im Jahr ihres Theaterdebüts 1957 hatte Gerlinde Locker auch ihren ersten Filmauftritt in dem Heimatfilm Der Schandfleck, woraufhin sie einen Fünfjahresvertrag von der Wiener Produktionsfirma Schönbrunnfilm erhielt. Bis zu 30 weitere Spielfilme aller Sparten folgten, darunter Der Pfarrer von St. Michael, Der Jungfrauenkrieg, Sebastian Kneipp – Ein großes Leben und Heintje – Einmal wird die Sonne wieder scheinen. Immer wieder verkörperte sie darin das nette Mädel oder die patente junge Frau. In den 1960er Jahren trat Locker auch in TV-Operettenproduktionen auf, so in die Die Fledermaus, in Die Christel von der Post, Der Vogelhändler und Das Land des Lächelns.
1964 wirkte Locker in der Verfilmung von Tschechows Erzählung Das Duell von Hans Schweikart in der Rolle der Witwe Nadeschda Fjodorowna mit. Ein Florentiner Hut, eine Verfilmung von Kurt Wilhelm nach Eugène Marin Labiches gleichnamiger Bühnenkomödie, stand 1967 auf ihrem Drehplan.
Nach Fernsehauftritten in einigen Krimiserien kehrte sie erst Ende der 1990er Jahre mit Auftritten in Fernsehspielen wieder auf den Bildschirm zurück. So war sie in der ARD-Familiensaga Geld.Macht.Liebe in der Rolle der Liselotte von Rheinberg zu sehen und drehte den Kinofilm Rubinrot unter der Regie von Felix Fuchssteiner.

## Privates
Der Verbindung mit dem Regisseur Kurt Wilhelm entstammt ein 1963 geborener Sohn, der Journalist Anatol Locker. Seit 1974 ist sie mit dem Schauspieler Richard Rüdiger verheiratet. Sie lebt in München.

## Filme (Auswahl)
- 1956: Der Schandfleck
- 1956: Dort oben, wo die Alpen glühen
- 1957: Dort in der Wachau
- 1957: Jungfrauenkrieg
- 1957: Der Pfarrer von St. Michael
- 1958: Heiratskandidaten
- 1958: Gefährdete Mädchen
- 1958: Hallo Taxi
- 1958: Man müßte nochmal zwanzig sein
- 1958: Ihr 106. Geburtstag
- 1958: Worüber man nicht spricht
- 1958: Der Stern von Santa Clara
- 1958: Sebastian Kneipp – Ein großes Leben
- 1959: Herrn Josefs letzte Liebe
- 1959: Mädchen für die Mambo-Bar
- 1959: Ich bin kein Casanova
- 1959: Zwölf Mädchen und ein Mann
- 1960: Frauen in Teufels Hand
- 1960: Schick deine Frau nicht nach Italien
- 1960: Hohe Tannen (Köhlerliesel)
- 1961: Der Orgelbauer von St. Marien
- 1962: Die Försterchristel
- 1964: Das Mädel aus dem Böhmerwald
- 1965: Die Banditen vom Rio Grande
- 1965: Die schwedische Jungfrau
- 1968: Morgens um sieben ist die Welt noch in Ordnung
- 1969: Heintje – Ein Herz geht auf Reisen
- 1969: Hurra, die Schule brennt!
- 1970: Heintje – Einmal wird die Sonne wieder scheinen
- 1971: Das haut den stärksten Zwilling um
- 1974: Auch ich war nur ein mittelmäßiger Schüler
- 2013: Rubinrot

## Fernsehen (Auswahl)
- 1959: Die Fledermaus
- 1961: Zu viele Köche (Krimi-Mehrteiler)
- 1962: Die Kaiserin
- 1963: Der Arzt am Scheidewege
- 1964: Ein Mann ist soeben erschossen worden
- 1965: Boing-Boing
- 1965: Die Pfingstorgel
- 1966: Portrait eines Helden
- 1967: Ein Florentiner Hut
- 1967: Polizeifunk ruft (Folge Zwei Promille)
- 1970: Mein Freund Harvey
- 1970: Der Kommissar – Anonymer Anruf
- 1973: Sonderdezernat K1 – Ganoven-Rallye
- 1975: Der Kommissar – Noch 10 Minuten zu leben
- 1977: Der Schachzug
- 1979: Ein Mann für alle Fälle (Fernsehserie)
- 1980: Ringstraßenpalais
- 1981: Derrick – Prozente
- 1982: Sonderdezernat K1 – Das masurische Handtuch
- 1986: Das unverhoffte Glück
- 1987: Ein Fall für zwei: Über den Tod hinaus…
- 1988: Derrick – Die Stimme
- 1993: Derrick – Geschlossene Wände
- 1997: Der Maulkorb
- 2003: Rosamunde Pilcher: Solange es dich gibt
- 2004: Forsthaus Falkenau – Brautschau
- 2004: Inga Lindström: Inselsommer
- 2005: Im Tal der wilden Rosen: Verzicht aus Liebe
- 2006: Fjorde der Sehnsucht
- 2007: Herbststurm – Die Frauen der Parkallee
- 2008: Der Prinz von nebenan
- 2009: Geld.Macht.Liebe
- 2009: Die geerbte Familie
- 2010: Vater aus heiterem Himmel
- 2010: SOKO 5113 – Der Ärger mit Bruno
- 2011: Inga Lindström – Der Tag am See
- 2012: Utta Danella – Prager Geheimnis

## Sonstige Filme
- 1960: Linz – Kolorit einer Stadt, Werbefilm für die Stadt Linz; mit Haymo Pockberger u. a. (Nordico-Stadtmuseum Linz, Dauerausstellung 100% Linz).

## Synchronisation
Als Synchronsprecherin lieh sie unter anderem Anouk Aimée und Yvette Mimieux (Die Weiche steht auf Tod; erste Synchronfassung) ihre Stimme. Sie ist auch die Erzählerin in der Reihe: Im Tal der wilden Rosen.

## Hörspiele (Auswahl)
- 1970: Oscar Wilde: Bunbury – Regie: Ferry Bauer (Hörspielbearbeitung – ORF Oberösterreich)
- 1982: Olwynne Macre: Der stumme Mund – Regie: Andreas Weber-Schäfer (Kriminalhörspiel – SDR)